# 理查德·奧德懷爾
理查德·奧德懷爾（英語：Richard O'Dwyer，1988年5月5日－）是一名來自英格蘭謝菲爾德的英國公民，於2011年5月其創辦的網站TVShack因為提供資訊鏈接被指侵犯美國影視版權而遭美國司法部要求引渡到美國受審，紐約南區地區法院以「串謀侵犯版權法」及「刑事侵犯版權法」兩項罪名指控奧德懷爾，兩項罪名都成立的最高刑罰是判監總共10年。奧德懷爾的辯護律師反對引渡，指任何在英國本土發生的刑事案件都應該在英國審理。2012年1月13日英國裁判司署裁定奧德懷爾可以被引渡到美國，隨後得到時任英國內政大臣文翠珊的批准，他則對此提出上訴。2012年12月奧德懷爾與美國司法部達成暫緩起訴協議，他親身前往美國呈交罰款並自簽擔保守行為避免刑事起訴及留有案底。

## 個人生活
奧德懷爾是雪菲爾哈倫大學的互動媒體與動畫系的學生。

## 網站TVShack
奧德懷爾於2007年12月創立了網站TVShack並註冊了域名TVShack.net，網站將資訊分類為電影、電視、動畫、音樂和文獻，提供的只是盜版資訊的鏈接而未有儲存盜版媒體於其伺服器內，但TVShack接受刊登廣告而獲取過金錢上的收益，美國移民與海關執法局（ICE）稱其廣告收益達23萬美元。其網站的聲明寫道：「TVShack只是提供網絡資源（的鏈接），其顯示的媒體都是處於第三方網站，TVShack不對其鏈接的內容負上任何責任。」又指其網站是處於瑞典境內及其服務受到該國法律的管轄。

### 域名查封
2010年6月30日ICE查封了7個被認為是「觸犯聯邦版權侵犯刑法」的網站域名，是次行動由紐約南區地區法院的檢控長提出要求後得到曼哈頓聯邦法院的授權而執行的。檢控長辦公室指該7個網站進行了「刑事侵犯版權法」活動及「在互聯網非法傳播受版權保護的電影及電視節目」。
除了奧德懷爾的TVShack.net外，其他受到牽連的網站還有Movies-Links.tv、FilesPump.com、Now-Movies.com、PlanetMoviez.com、ThePirateCity.org及ZML.com。TVShack連同其他5個網站被形容為「提供鏈接網站」及「提供登入或鏈接到別的儲存了侵權電影與電視節目的網站」，而ZML.com則被定義為「網絡儲存平台」。域名查封的行動由ICE與國家知識產權協調中心聯合的「複雜欺詐與資產沒收單位」（Complex Frauds and Asset Forfeiture Unit）負責進行。
隨著TVShack被查封後的數天，奧德懷爾重新註冊TVShack.cc並將所有原有服務轉移到新域名。直到2010年11月後期，大約是前域名被查封後的5個月，ICE第二次進行查封侵權網站域名行動，這次至少查封了82個域名，當中包括TVShack.cc。奧德懷爾被英國和美國警方查問，他的部分電腦器材亦遭到沒收。其母親朱莉婭其後表示她的兒子在第二天已經關閉了網站。

## 美國要求引渡審訊
2011年5月美國司法部要求英國按照《2003年引渡法令》將奧德懷爾交由美國駐英大使館引渡到美國受審，按照原先紐約南區地區法院的引渡呈請將會對奧德懷爾控以「串謀侵犯版權法」（Conspiracy to commit copyright infringement）及「刑事侵犯版權法」（Criminal infringement of copyright）兩項罪名，每條罪名成立的話最高都會被判監5年，如果兩條都成立奧德懷爾最高會面臨10年刑期。
當引渡被提出後，奧德懷爾在旺茲沃思的監獄被囚禁了一晚後獲准保釋。2011年6月14日他出席西敏裁判司署關於引渡的初步聆訊，奧德懷爾的辯護律師反對引渡要求，指任何在英國本土發生的刑事案件都應該在英國審理，理據是其網站的內容並非儲存於美國的伺服器，第二次聆訊排期到9月12日。於2012年1月13日，主審法官裁定奧德懷爾可以被引渡到美國受審，時任英國內政大臣文翠珊於3月9日批准了其引渡，3月21日一份上訴書被呈交以代表奧德懷爾反對其引渡。
奧德懷爾的引渡要求引來了社會人士的反對聲音，2012年2月數碼傳播大亨阿爾基·大衛成立基金以備奧德懷爾一旦要在美國出庭的辯護費用。有過成功為英國數碼刑事案辯護的執業律師願意為奧德懷爾提供無償法律支援。2012年6月維基百科協辦人吉米·威爾士發起聯署運動要求撤銷引渡奧德懷爾到美國。
2012年11月，奧德懷爾在還未被任何一國定罪的情況下通知英國高等法院，他同意12月頭親身前往美國繳交二萬英鎊（約三萬二千美元）罰款和簽注協議承諾不再進行任何侵犯（美國）版權的活動，以換取美國檢控方的「暫緩起訴」，換言之只要奧德懷爾不再因為新罪行受到美國檢控就不會被美國要求引渡審訊，他不會在美國留有案底及能夠自由到別國旅行。

## 法律爭議

### 英國與美國的侵犯版權法
英國公開權利組織（ORG）認為英國公民不應該受到美國版權法的司法標準管轄，並警告一旦奧德懷爾成功被引渡將會有更多的人因為同案例都遭到引渡受審。英國法律顧問公司Pinsent Masons的律師評論：「美國版權持有者應該在尋求引渡條約和成功案例以確立只要是收錄侵權鏈接都可以提出起訴的權力。」他指根據他的觀察，「美國企業似乎嘗試令案件能夠在美國境內審訊和確保侵權控訴的成立，他們知道在美國的版權條款下他們有較大的勝訴機會，因為在英國唯一類似的案件——關於網站『TV Links』的侵權訴訟他們是無功而還。」（網站TV Links已遭關閉，但未有任何相關人士受到刑事定罪。）
在奧德懷爾的引渡聆訊中，法官相信其侵權內容在英國的司法下都是不合法的，TV Links依照歐盟《2002年電子商業條令》屬於「未有篩選和修改用戶投稿內容」而成功駁回控訴，但TVShack對用戶的投稿內容具有較大的控制力度，因此如果其指控屬實在英國都能構成刑事罪行。

### 2003年英國與美國引渡法案
對《2003年引渡法案》的評論引用了黑客加里·麥金農和被指控進行電匯欺詐的金融家國民西敏寺銀行三人的引渡案例批評引渡法案的不公平。其中最受爭議的是該法案降低了由英國引渡到美國所需的舉證程度，由原本的「表面證供」（prima facie evidence）改為「合理的懷疑」（reasonable suspicion），被指控的罪行只按照美國的司法標準而非英國的，而從美國引渡到英國的舉證標準則須要達到《美國憲法第四修正案》規定的「相當理由」（probable cause）。
當英國保守黨和自由民主黨都在批評2003年引渡法案時，2010年9月上任的英國內政大臣文翠珊在2011年9月發表的一份報告中解釋「合理的懷疑」與「相當理由」兩者並沒有明顯的差別，因此不存在兩國引渡協議的不平等，她認為英國受理引渡要求的程序比美國的更複雜和困難。就國民西敏寺銀行三人的引渡，報告指當時的引渡舉證已經達到2003年引渡法案成立之前的標準，所以沒有理由將引渡法案成立之後的案件與之相比。
2006年有一項就引渡法案的法庭修正案在奧德懷爾的引渡聆訊期間尚未生效，該修正案指如果「有很大程度引渡指控的罪行是發生在英國，就算英國本身的檢察機關最終決定不進行起訴，讓案件在要求引渡地方審訊而違反司法機關的利益」就可以禁制引渡請求。民間組織向政府請願要求讓該修正案在英國法律中正式生效，令奧德懷爾能受惠於修正案而避免被引渡到美國，他們指讓法庭修正案生效的程序是頗為簡單。但2011年就引渡法案的复核總結認為，該修正案需要法官同時考慮要求引渡國和本地檢察機關提出的證據，亦要對檢察決策過程進行審議，因此該修正案是消耗時間金錢及會削弱引渡法案的運作效率。

## 外部連結
- TVShack.net （页面存档备份，存于）（已遭查封）
- 朱莉婭·奧德懷爾的部落格 （页面存档备份，存于） （理查德·奧德懷爾的母親）